# The Blackberry Jams
The Blackberry Jams – album kompilacyjny amerykańskiego gitarzysty Jasona Beckera. Zawiera on prywatne nagrania artysty pochodzące z roku 1987 oraz 1988

## Lista utworów
1. "Go Off! Intro" - 0:56
2. "Groin-Grabbingly Transcendent" - 1:48
3. "Opitudes" - 5:32
4. "Church of the Weird" - 4:01
5. "Mabel's Air...Could It Be Any Faster?" - 4:15
6. "Short X-Ray Eyes" - 0:50
7. "Airage" - 1:29
8. "Perpetual Burn" - 3:26
9. "Ashram of You, Lee" - 3:17
10. "Images Intro" - 0:21
11. "Mabel...Simple Little Nibbling" - 2:12
12. "Jewel" - 1:44
13. "Kind of Like a Spring" - 0:56
14. "Air" - 2:48
15. "Ten Yellow Pointy Kitties" - 2:42
16. "Absurd Temple Jig" - 1:04
17. "Part of Stranger" - 0:48
18. "There's That" - 1:33
19. "Black Cat" - 4:14
20. "Little Rippage" - 0:35
21. "Perpetual Tides" - 4:50
22. "Floor Pie" - 1:06
23. "El Beckero" - 1:04
24. "Pocus I Say" - 1:38
25. "Conglomeration... Boy Meets Guitar" - 5:10
26. "Little Dweller" - 1:00
27. "Jewel #2" - 2:49
28. "Long X-Ray Eyes" - 4:58
29. "Altitudes Jam" - 2:50
30. "Bemesderfer's Wooping Stick" - 1:14
31. "It If Weren't So Purdy I'd Call It Skin Flute" - 2:31

## Twórcy

### Muzycy
- Jason Becker - gitara, inne instrumenty
- Marty Friedman - gitara, keyboard

### Produkcja
- Mike Bemesderfer - mastering, cyfrowe odnawianie
- Mike Varney - producent wykonawczy
- George Bellas - projekt książeczki
- Gary Becker - projekt okładki, fotografia
- Robert Becker - fotografia
- Pat Johnson - fotografia
- Ross Pelton - fotografia